# 2011年カタール・エクソンモービル・オープン
The 2011年カタール・エクソンモービル・オープン(2011 Qatar ExxonMobil Open)は 2011年1月3日から1月8日にかけて、カタール・ドーハのハリファ国際テニス競技場にて開催された男子プロテニスツアーのATPツアー250シリーズ大会である。サーフェスは屋内ハードコート。

## シングルス

### シード選手
| 国       | 選手                             | ランク1 | シード |
| -------- | -------------------------------- | ------- | ------ |
| スペイン | ラファエル・ナダル               | 1       | 1      |
| スイス   | ロジャー・フェデラー             | 2       | 2      |
| フランス | ジョー＝ウィルフリード・ツォンガ | 13      | 3      |
| ロシア   | ニコライ・ダビデンコ             | 22      | 4      |
| ラトビア | エルネスツ・グルビス             | 24      | 5      |
| セルビア | ビクトル・トロイツキ             | 28      | 6      |
| スペイン | ギリェルモ・ガルシア＝ロペス     | 33      | 7      |
| ドイツ   | フィリップ・コールシュライバー   | 34      | 8      |

- 2010年12月27日付のATPランキングに基づく。. [1]

### 主催者推薦
以下の3名が主催者推薦で本戦に出場した。
- セルゲイ・ブブカ [2]
- レダ・エル・アムラニ [2]
- シャリーフ・サブリー [2]

### 予選勝者
以下の4名が予選を勝ち上がり本戦に出場した。
- マルコ・チウディネリ
- ルカシュ・ロソル
- トマス・スコーレル
- アントニオ・ベイッチ

## 優勝

### シングルス
ロジャー・フェデラー def.  ニコライ・ダビデンコ, 6–3, 6–4 
- フェデラーが2006年以来5年ぶり3度目の同大会シングルス優勝。フェデラーにとって今シーズン初、キャリア通算67度目のツアーシングルス優勝となった。またこの優勝によりフェデラーは11年連続のツアーシングルス優勝となった[3][4]。

### ダブルス
マルク・ロペス /  ラファエル・ナダル def.  ダニエレ・ブラッチアリ /  アンドレアス・セッピ, 6–3, 7–6(4)
- ロペス&ナダル組が2年ぶり2回目の同大会優勝。ロペスにとって今シーズン初、キャリア通算5度目のツアーダブルス優勝となり、ナダルにとって今シーズン初、キャリア通算7度目のツアーダブルス優勝となった[5]。